# Opatówek
Opatówek ist eine Stadt im Powiat Kaliski der Woiwodschaft Großpolen in Polen, mit etwa 3670 Einwohnern. Sie ist Sitz der gleichnamigen Stadt-und-Land-Gemeinde mit 10.787 Einwohnern (Stand 31. Dezember 2020).

## Geographie

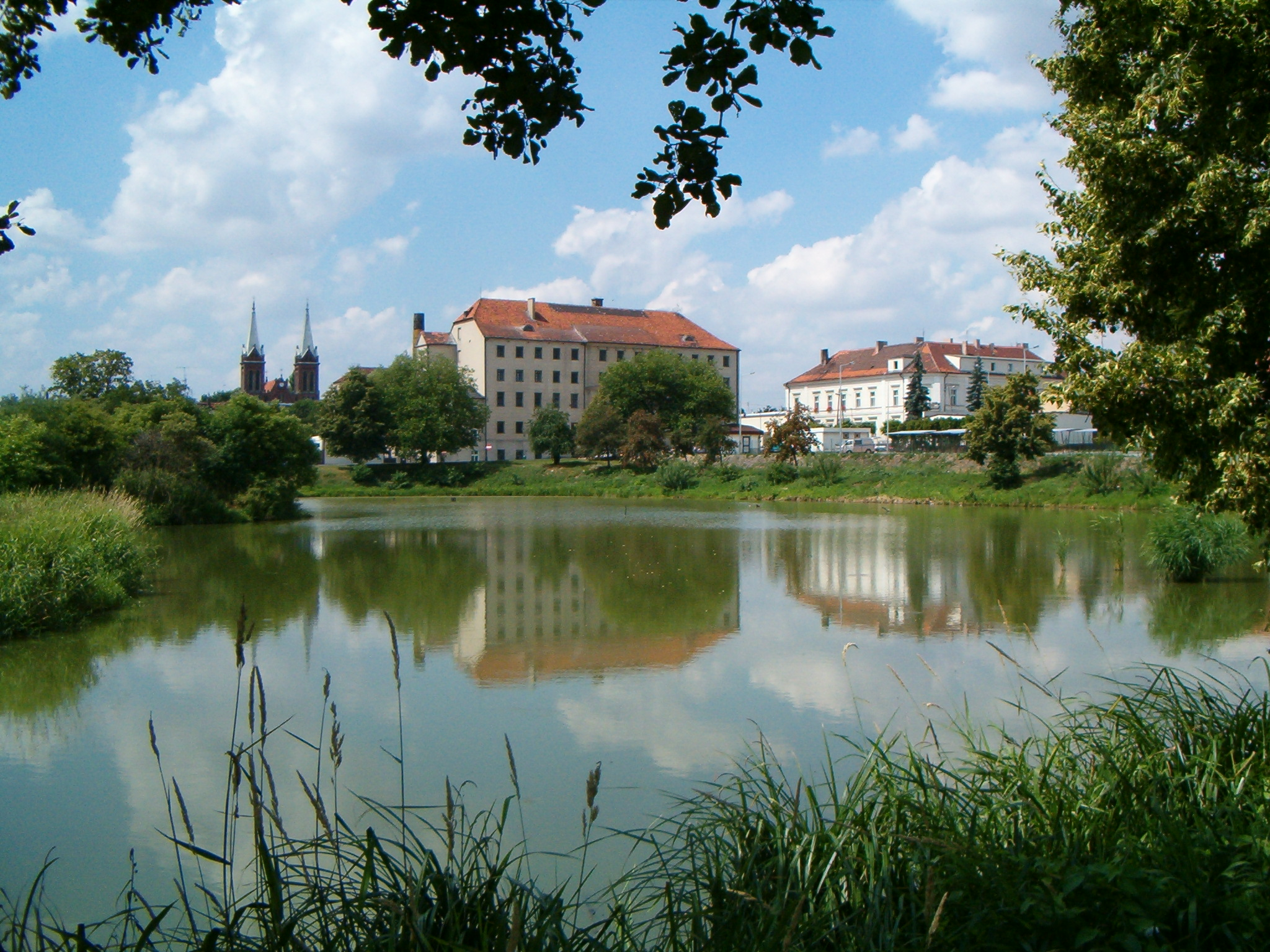
Panoramablick vom Flussufer

Die Stadt liegt zehn Kilometer südöstlich von Kalisz, zwischen den Opatówek-Malanów-Hügeln. Die Hügel von Chełmce (187 m), Rajsko (177,2 m) und Tłokinia Kościelna (164,7 m) beherrschen die Senken der Flüsse Pokrzywnica, Cienia und Swędrnia. Die Architektur des Ortes ist von der Neugotik und dem Klassizismus geprägt, dem typischen Baustil der erfolgreichsten Phase Opatóweks im 19. Jahrhundert. Die Landschaft der Gemeinde ist sehr fruchtbar und zeichnet sich durch zahlreiche Flüsse und Seen aus.

## Geschichte

### Frühe Besiedlungen
Nach frühen keltischen Besiedlungen besiedelten Lugier zwischen 400 v. Chr. und 300 n. Chr. Die Region Kalisz (Calisia) war eine wichtige Handelsstation der Bernsteinstraße.

### Mittelalter und beginnende Neuzeit

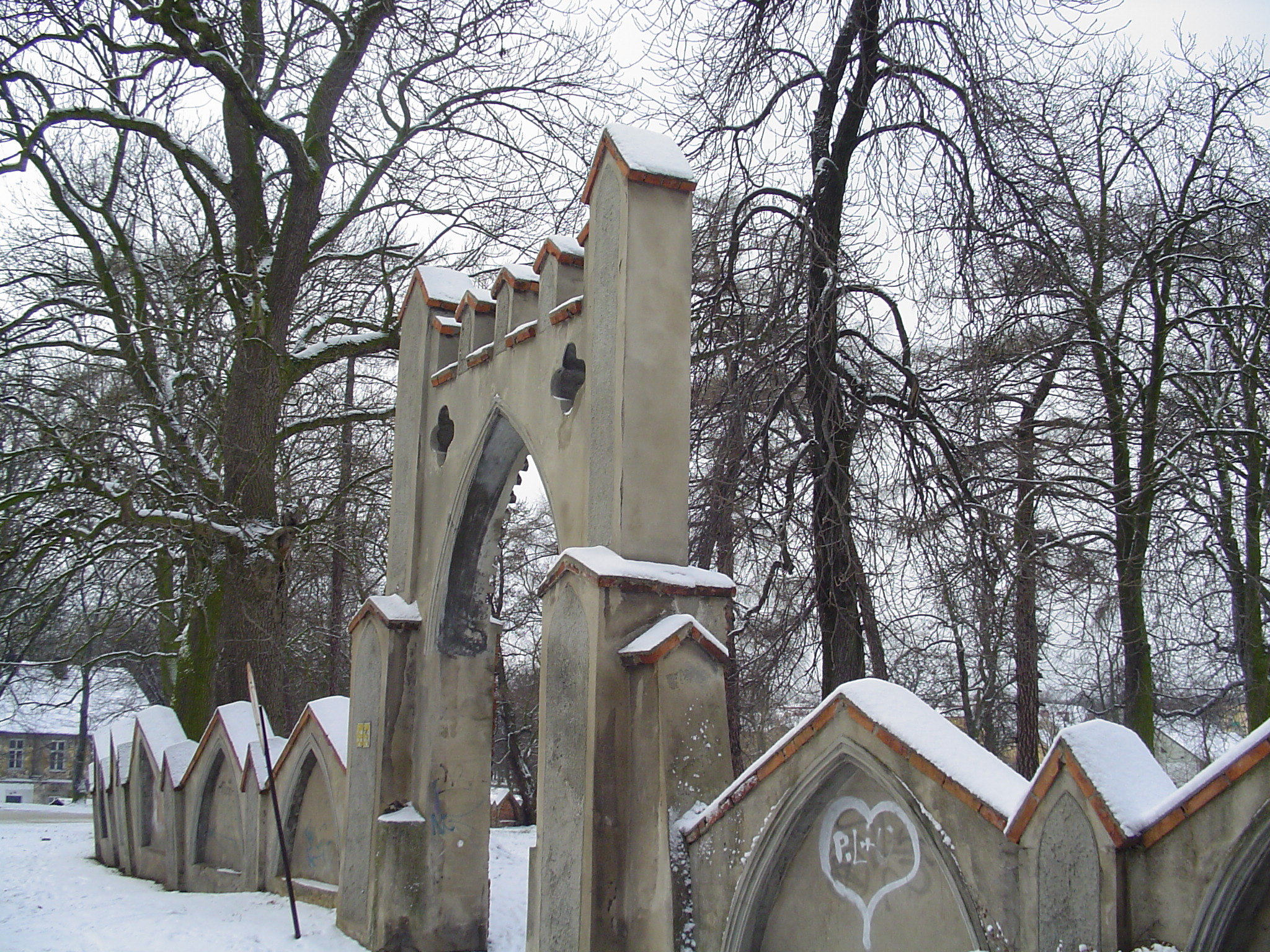
Friedhofsmauer, errichtet vom General Zajaczek

Opatówek gehörte seit 13. Jahrhundert den Erzbischöfen von Gnesen, die dem Ort vermutlich zu Stadtrechten verhalfen. Der Erzbischof Jarosław Bogoria von Skotniki errichtete um 1360 eine Ziegelsteinkirche und ein Schloss. Beide Gebäude standen bis den Anfang des 19. Jahrhunderts. Von 1655 bis 1660 gehörte die Region zu Schweden. 1706 fand hier um Kalisz die große Entscheidungsschlacht mit 35.000 Soldaten zwischen Schweden und Polen gegen Russen und Sachsen statt. Der polnische Heerführer Stanisław Bogusław Leszczyński wurde von sächsischen Soldaten Augusts des Starken und russischen Truppen besiegt. Ende des 18. Jahrhunderts änderte sich erneut die Situation aufgrund der Zweiten Polnischen Teilung 1793. Hier wurde Polen zwischen Russland, Preußen und Österreich aufgeteilt. Die Besitzungen der Erzbischöfe wie Region Posen und auch Kalisz samt Umgebung wurden durch die preußischen Behörden konfisziert und fielen bis zum Wiener Kongress an Preußen.
Seit 1807 verwaltete Józef Zajączek, der zukünftige Herrscher des Königreiches Polen, die Region. In dieser Zeit wurden viele Gebäude durch die hervorragendsten Architekten konstruiert; außerdem modernisierte der Gouverneur strukturell und ökonomisch den Bezirk, so dass ein wirtschaftlicher Aufschwung folgte.
Napoleon zog auf seinem Russlandfeldzug mit seiner Grande Armée durch das Gebiet von Kalisz. Nach den napoleonischen Kriegen wurde als Resultat des Wiener Kongress Polen unter russische Verwaltung gestellt. Opatówek lag nun an der preußischen Grenze von Kongresspolen.

### Industrielle Revolution und das 19. Jahrhundert

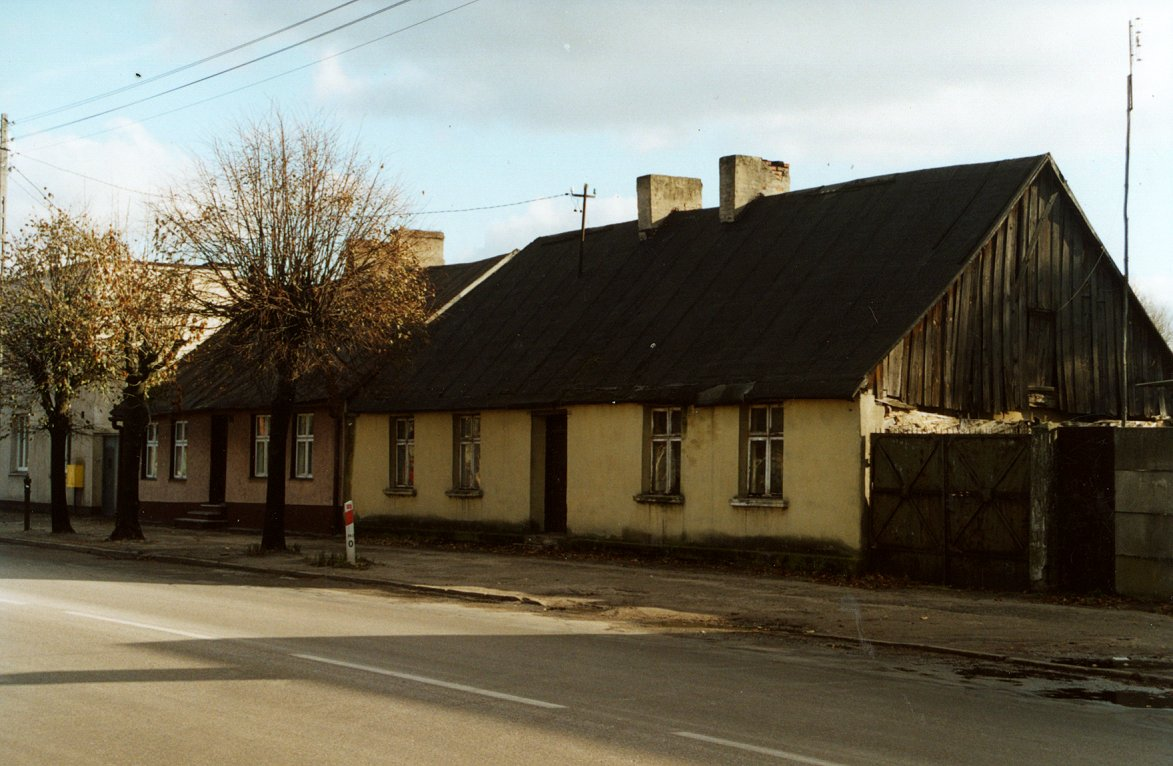
Alte Arbeiterhäuser

Der polnische Staat verbesserte deutlich die Rahmenbedingungen für Investoren. Großzügige Kredite wurden gewehrt. Folglich investierten viele deutsche Unternehmer in die grenznahen Regionen und errichteten Manufakturen. Insbesondere sind hier die Webereien zu nennen, die nach den Weberaufständen nach billigen Arbeitskräften im grenznahen Ausland suchten. Adolf Gottlieb Fiedler, ein Industrieller aus Sachsen, kam 1824 nach Opatówek und gründete finanziert durch einen polnischen Kredit eine der größten Webereien im Königreich Polen. Er beschäftigte 600 Arbeiter in Opatówek. Die Stadt zog viele Einwanderer an, vom einfachen Arbeiter bis zu Spezialisten aus Sachsen und Böhmen. Die Stadt prosperierte und wuchs. Die Weberei war eine der profitabelsten Fabriken der Fiedlers. Eine weitere Investition war eine Fabrik für Holzspielwaren in Opatówek.
1870 verlor Opatówek seine Stadtrechte aufgrund des ökonomischen Zerfalls. Dennoch bestand die Weberei bis Ende des 19. Jahrhunderts.

### 20. Jahrhundert

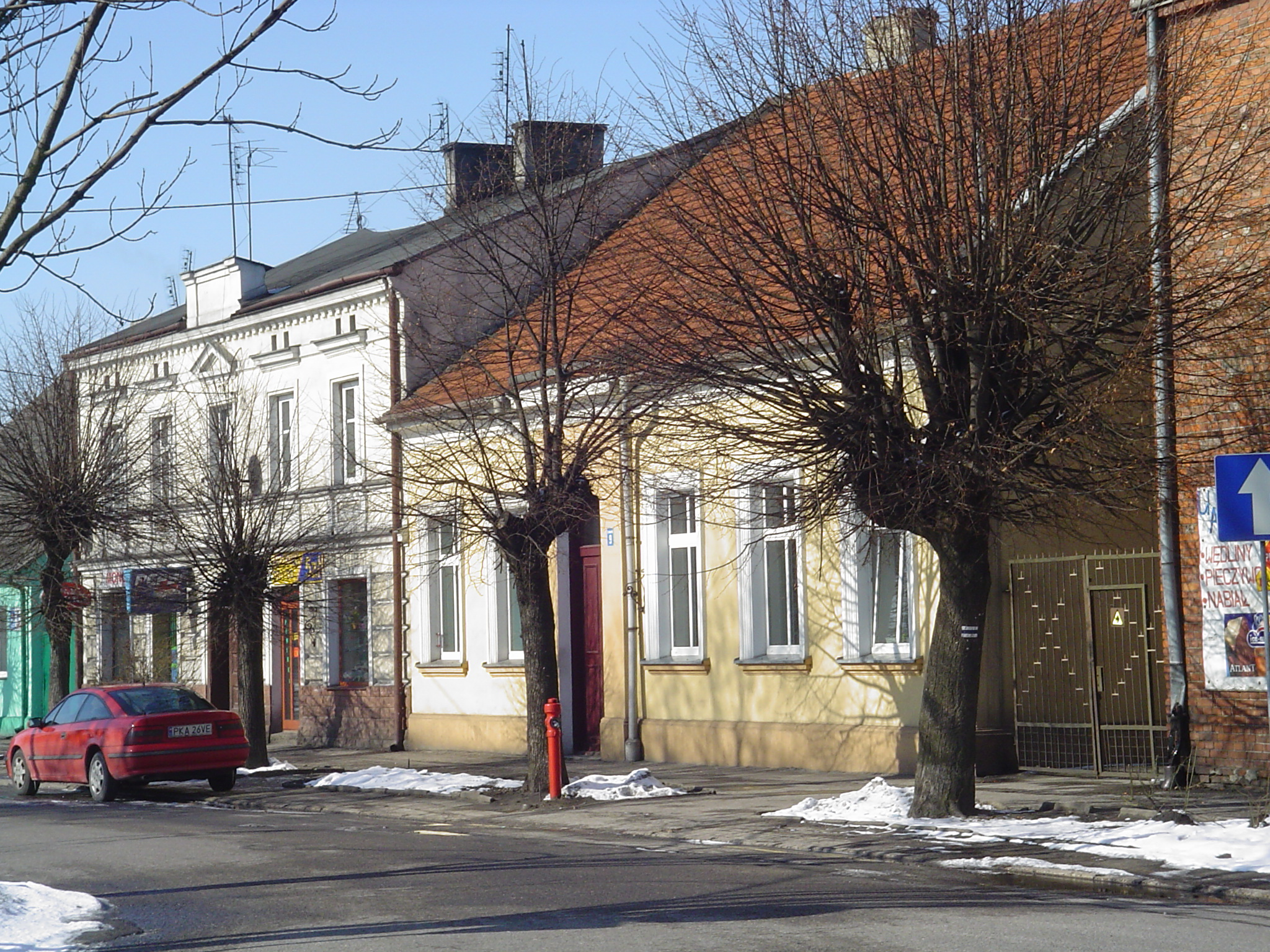
Straße in Opatówek

Ende des 19. und Anfang des 20. Jahrhunderts wuchs in Opatówek ebenso wie in vielen anderen Städten von Großpolen die polnischen Nationalbewegung gegen Preußen und Russland. Hier sind in Opatówek vor allem die Brüder Stefan und Agaton Giller zu nennen. Die verschiedenen Aufstände führten nach dem Ersten Weltkrieg zur Zweiten Polnischen Republik. Die junge Demokratie fand ein jähes Ende zunächst durch das Sanacja-Regime und später mit dem Überfall Hitlers 1939. Auch im Bezirk Kalisz, das nun zu Litzmannstadt (Łódź) gehörte, entstanden Widerstandsgruppen, die in der Regel von der Gestapo entdeckt wurden. Zudem versuchte das Deutsche Reich, die polnischen Gebiete zu „germanisieren“. Von 1940 bis 1945 trug Opatówek den deutschen Namen Spatenfelde.
Nach dem Zweiten Weltkrieg durchlebte die Gegend verschiedene Wechsel. Während des Gomułka-Regimes von 1956 bis 1970 verfiel die Gegend Kalisz und Umgebung zunehmend. Der Eiserne Vorhang und die Abgeschnittenheit vom Grenzhandel ist eine nur unzureichende Erklärung. Das folgende Gierek-Regime bis 1980 investierte in die Region und sorgte für wirtschaftlichen Aufschwung. Seit der Dritten Polnischen Republik 1990 prosperiert der Handel mit Deutschland zunehmend wieder. 1998 fand in Polen eine große Gebietsreform statt und Opatówek wurde als Gemeinde mit 26 Ortschaften dem neuen Powiat Kalisz zugeordnet. Zum 1. Januar 2017 wurde Opatówek wieder zur Stadt erhoben.
1998 fand in der Gemeinde die Garten und Landwirtschaftsmesse „Pamiętajcie o ogrodach“ statt. Sowohl lokale als auch landesweite Gärtner und Obstbauern nahmen an der Ausstellung teil. 2001 fanden die VII. landesweiten Olympischen Sommerspiele (Woiwodschaft Großpolen) der Jugend statt. Opatówek war Gastgeber der Ruderer und der Radfahrer. Im Sommer 2004 fanden auf dem künstlichen See von Szałe die Olympischen Sommerspiele für Wassersport statt. 2006 fanden verschiedene internationale Volleyballturniere in der neuen Sporthalle von Opatowek statt.

## Kultur

### Baudenkmale

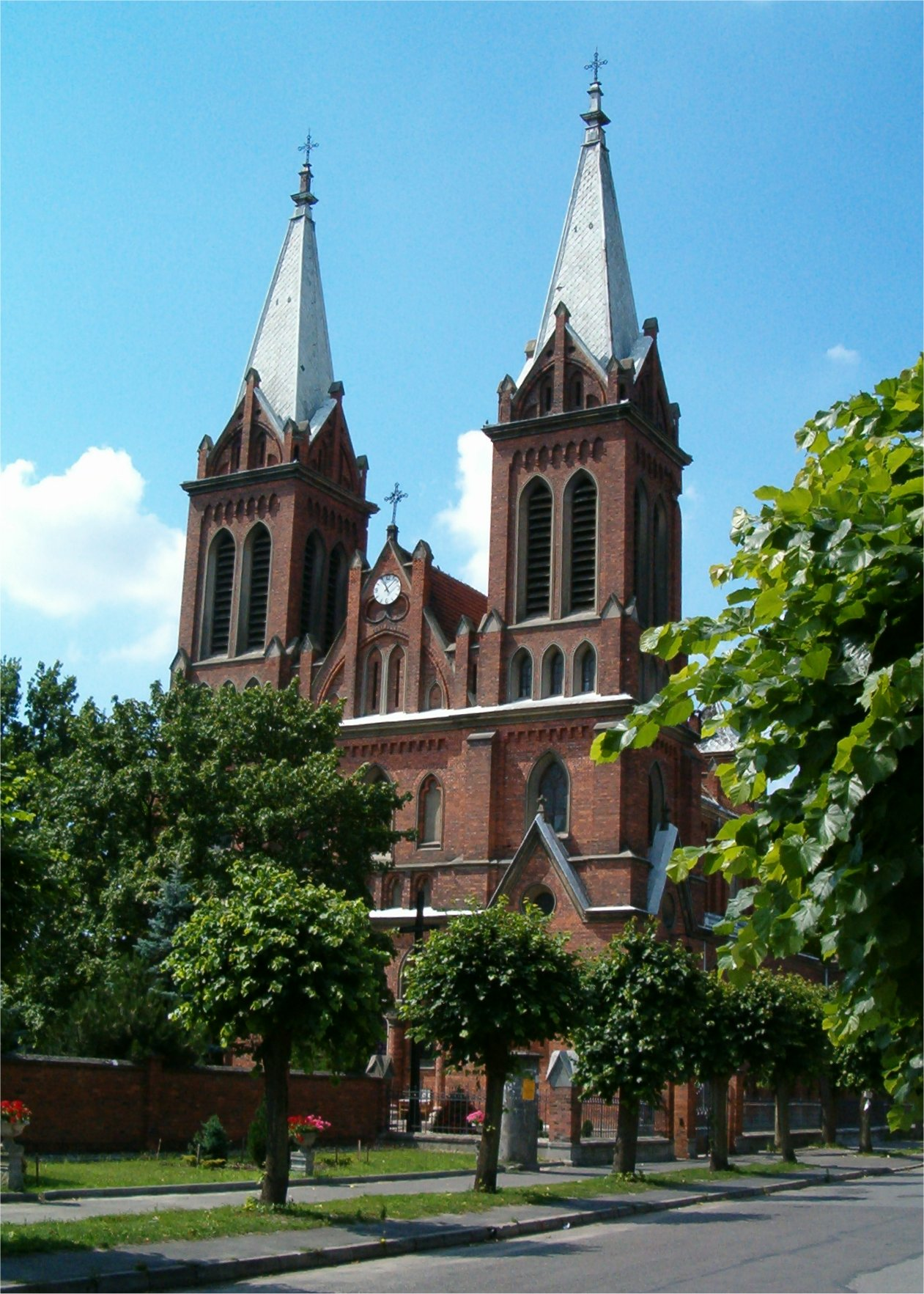
Kirche

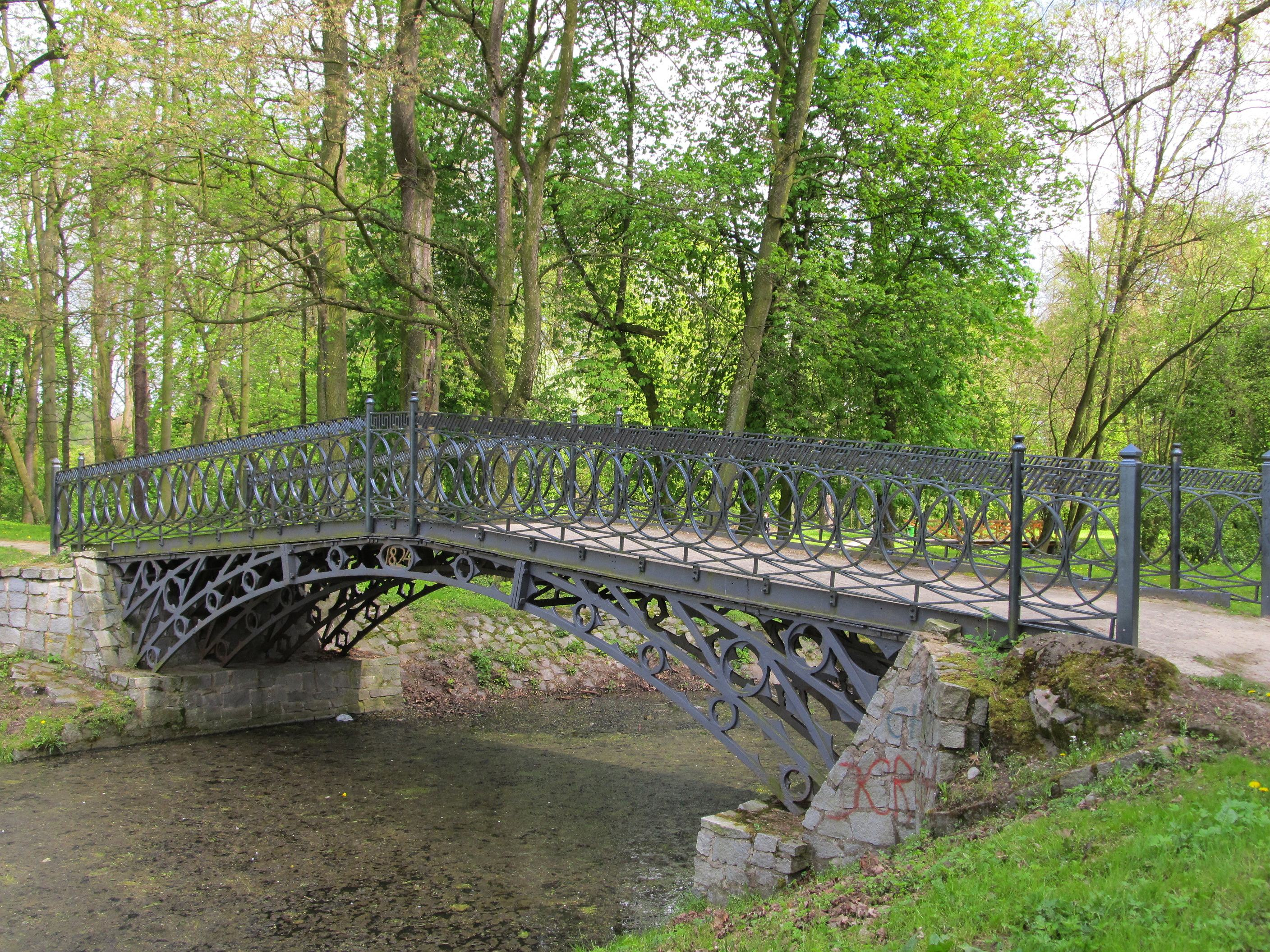
Schmiedeeiserne Brücke im Park

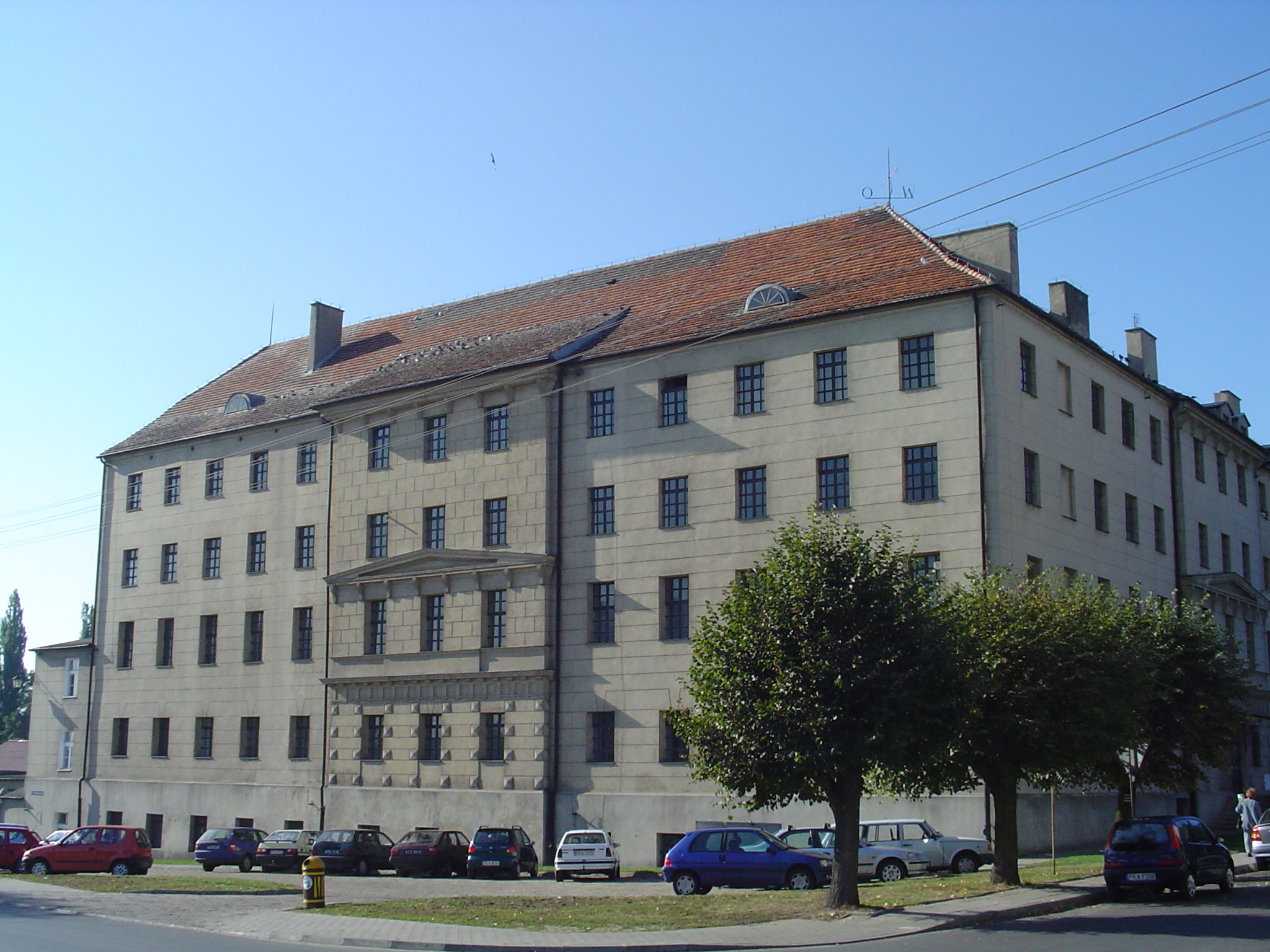
Industrie-Museum, ehemalige Weberei

- Die neogotische Herz-Jesu-Kirche in Opatówek vom Anfang des 20. Jahrhunderts auf den Grundfesten einer vorangegangenen Kirche
- älteste existierende Roheisen-Brücke von Polen
- klassizistische Tuchfabrik von Adolf Gottlieb Fiedler, heute Industrie-Geschichte Museum von Opatówek
- Es gibt einige Denkmale aus der Zeit Zajączeks, unter ihnen das sogenannte „Kuchengeschäft“, der Palastanhang und Häuser der Landarbeiter.

### Museum
Das Industrie-Geschichte Museum ist die bekannteste kulturelle Anstalt. Es wurde 1981 in der ehemaligen Tuchfabrik gegründet. Eine der wertvollsten dauerhaften Ausstellungen ist die Ansammlung antiker, von polnischen Firmen hergestellte Klaviere. Das Museum ist zur Aufnahme der UNESCO-Liste zur Bewahrung des industriellen Erbes vorgeschlagen. Hier finden auch Konzerte, Konferenzen und unterschiedliche Aktivitäten statt.

### Bibliothek

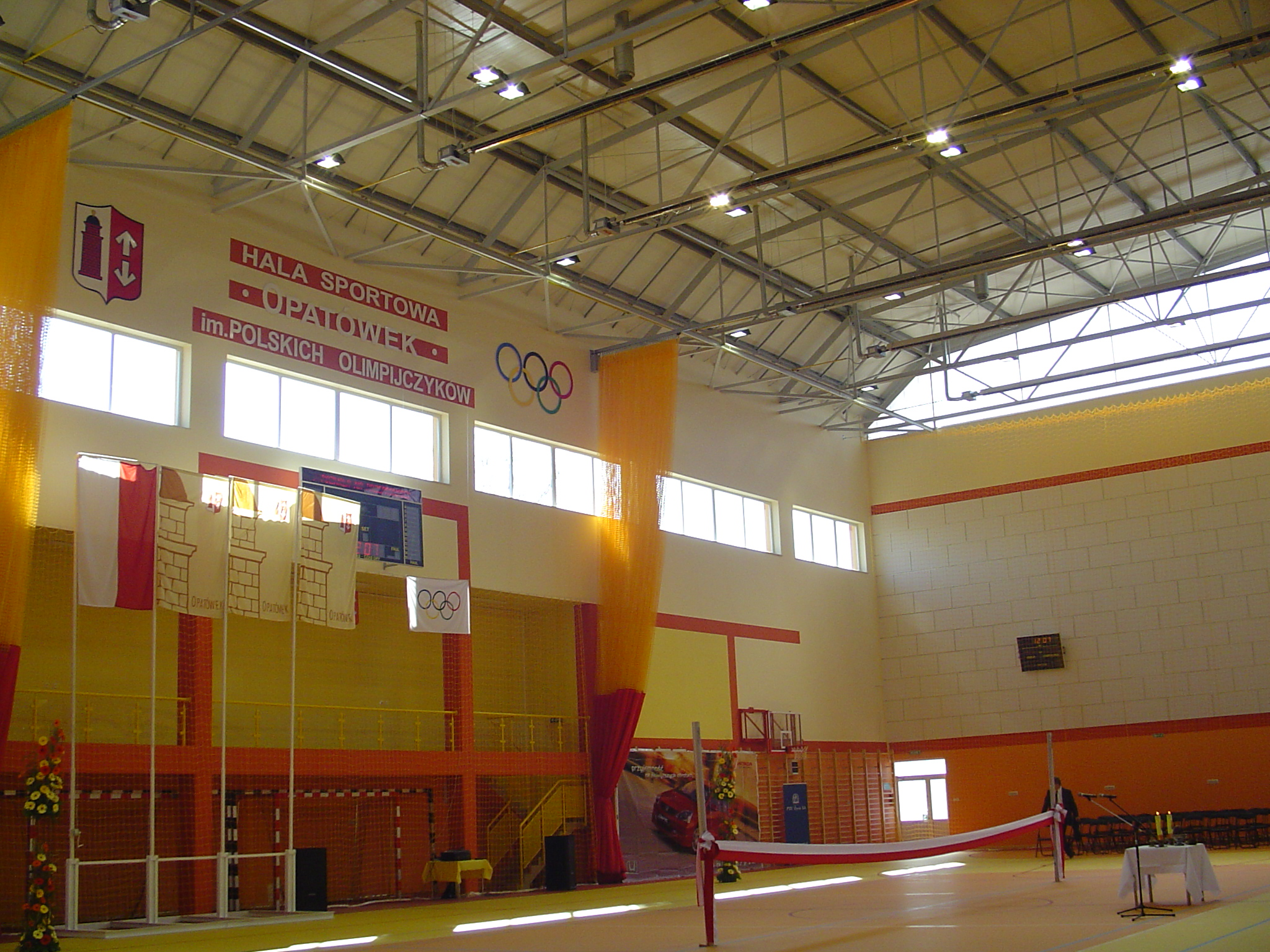
Neue Sporthalle

Die „Giller Brüder“-Bibliothek ist die allgemeine Kommunalbibliothek von Opatówek. Sie hat zwei Niederlassungen in Rajsko und in Tłokinia Wielka; seit 1999 hat sie die Rolle der Bezirks-Bibliothek im Kreis Kalisz. Die Bibliothek mit einer wertvollen Ansammlung von Büchern ist vollständig automatisiert.

### Bildung
- ein Kindergarten
- Grundschule: Janusz-Kusocinski-Schule
- ein Gymnasium mit neu errichteten Schulgebäuden
- Stanislaw Mikolajczyk Schule, eine weiterführende Schule zur Vorbereitung auf die Universität
- Technische Schule für Landwirtschaft und Gärtnerei
- Wyższa Szkoła Informatyki – eine Zweigstelle der privaten Hochschule für Informatik in Łódź

### Veranstaltungen und Vereine
- Jährliches Musical-Festival (Opatówecki Salon Muzyczny) in der alten Weberei
- Fußballverein Sparta
- Verein der Veteranen der polnischen Republik und ehemaligen politischen Gefangenen
- Rentner- und Behindertenverband
- Polnischer Fischereiverband
- 16 Freiwillige Feuerwehr Brigaden mit verschiedenen Kapellen erfreuen regelmäßig Interessierte mit Konzerten. 2002 feierte die Feuerwehr ihr 120-jähriges Bestehen.

### Tourismus
- Schmalspurbahn von Opatówek nach Zbierk, als Rübenbahn errichtet
- Bootstouren auf dem See von Szałe.

## Gemeinde
Zur Stadt-und-Land-Gemeinde (gmina miejsko-wiejska) Opatówek gehören die Stadt selbst und 26 Dörfer.

## Verkehr
Ein Vorteil der Stadt ist ihre geografische Lage zwischen Kalisz, Łódź, Posen und Breslau. Etwa 30 km nördlich wird die Transeuropäische Ost-West-Verbindung, die Autobahn E30, gebaut. Sie verbindet Berlin über Posen und Warschau bis nach Moskau.
Etwa 100 km östlich bei Łódź entsteht das große Autobahnkreuz mit den Nord-Süd-Achsen E67 und E75, die die baltischen Staaten mit Prag und Athen verbinden. Die Nationalstraße 12, die von Łęknica im Westen bis nach Dorohusk in der Ukraine führt, verläuft mitten durch die Stadt und verbindet Kalisz mit Łódź. Opatówek hat einen Bahnhof an der Bahnstrecke Łódź–Forst (Lausitz) und ist direkt mit Łódź und Kalisz verbunden. Auch die Schmalspurbahn Opatówek–Żelazków beginnt hier. Ein landesweiter Fahrradweg führt durch den Park von Opatówek.

## Persönlichkeiten
- Adolf Gottlieb Fiedler (1771–1850), Unternehmer in Sachsen und Polen
- Agaton Giller (1831–1887), polnischer Historiker, Publizist und Widerstandskämpfer
- Stefan Giller (1833–1918), polnischer Schriftsteller und Lehrer in Opatówek
- Ladislaus Pilars de Pilar (1874–1952), polnischer Schriftsteller und Industrieller.